# Haras national de Compiègne
Le haras national de Compiègne était un haras national français consacré à l'amélioration des races chevalines et de l'élevage équin en France. Il est situé sur la commune de Compiègne. Ces haras se sont installés en 1875 dans les anciennes Grandes Écuries du Roi du Château de Compiègne, construites en 1738 en même temps que le château fut reconstruit par Louis XV. Leur capacité était alors de 272 chevaux. Le haras était autrefois ouvert au public toute l'année, attiré à la fois par son patrimoine architectural et par les chevaux qui y sont stationnés, mais désormais, il ne l'est que pendant les mois d'été.
Le haras de Compiègne était spécialisé dans la sauvegarde de deux races de chevaux de trait menacées de disparition, le boulonnais et le trait du Nord. Il a organisé tous les deux ans la route du Poisson. 
Dans le cadre de la restructuration des haras nationaux, la fermeture du haras de Compiègne a été suggérée dès 2009. En novembre 2015, l'IFCE annonce une mise en vente en janvier 2016, faute d'avoir développé des activités pérennes. Le haras est officiellement mis en vente à partir de février 2016. Les derniers locataires de box ont été sommés de quitter les lieux avant septembre 2016.
La nouvelle vocation du site, racheté par l'agglomération de la région de Compiègne (ARC), est en discussions ; cependant la réalisation d'un hôtel SPA 4 ou 5 étoiles avec restaurant gastronomique pourrait être privilégiée.